# Ontherus erosus
Ontherus erosus är en skalbaggsart som beskrevs av Edgar von Harold 1875. Ontherus erosus ingår i släktet Ontherus och familjen bladhorningar. Inga underarter finns listade i Catalogue of Life.